# Danuta Podlewska
Danuta Maria Podlewska (ur. 31 października 1946 w Kuźnicy Czarnkowskiej) – polska inżynier, poseł na Sejm PRL VII kadencji.

## Życiorys
Uzyskała w 1969 tytuł inżyniera na Wydziale Budownictwa Lądowego Politechniki Wrocławskiej. W grudniu tego roku podjęła pracę w Wojewódzkim Przedsiębiorstwie Budownictwa Miejskiego w Tychach jako jego stypendystka. Następnie była zastępcą kierownika działu w tyskim Kombinacie Budownictwa Ogólnego „GOP-Południe”. Pełniła też mandat radnej tamtejszej Miejskiej Rady Narodowej. W 1976 uzyskała mandat posła na Sejm PRL w okręgu Tychy. Zasiadała w Komisji Budownictwa i Przemysłu Materiałów Budowlanych, której była zastępcą przewodniczącego oraz w Komisji Administracji, Gospodarki Terenowej i Ochrony Środowiska.